# Scopula rubrolinearia
Scopula rubrolinearia är en fjärilsart som beskrevs av Alpheus Spring Packard 1874. Scopula rubrolinearia ingår i släktet Scopula och familjen mätare. Inga underarter finns listade.